# Kyle O'Reilly
Kyle Greenwood (Delta, 1 de março de 1987) é um lutador profissional canadense atualmente contratado pela All Elite Wrestling (AEW), onde atua sob o nome de ringue Kyle O'Reilly. Ele também é conhecido por seu tempo na Ring of Honor (ROH) de 2009 a 2017, e na WWE, onde atuou na marca NXT de 2017 a 2021. Ele é um recorde de três vezes NXT Tag Team Championship e foi membro fundador da Undisputed Era.
Greenwood é mais conhecido por seu tempo na Ring of Honor (ROH). Ele também trabalhou para a New Japan Pro Wrestling e competiu por diversas promoções independentes, mais notavelmente a Pro Wrestling Guerrilla. O'Reilly foi uma vez Campeão Mundial da ROH, três vezes Campeão Mundial de Duplas da ROH juntamente com Bobby Fish como reDRagon, enquanto na PWG ele foi uma vez Campeão Mundial e vencedor do torneio da promoção Battle of Los Angeles em 2013.

## Carreira na luta profissional

### Extreme Canadian Championship Wrestling (2005–2017)
O'Reilly apareceu nas gravações televisivas na NWA: Extreme Canadian Championship Wrestling (ECCW) em 23 de dezembro de 2005, onde ele e Tony Tisoy foram derrotados por Wrathchild e Killswitch. Em janeiro de 2006, O'Reilly esteve no evento principal do show de décimo aniversário da ECCW, fazendo time com Fast Freddy Funk e Kurt Sterling para derrotar Michelle Starr, Johnny Canuck e Vance Nevada. O'Reilly se graduou na House of Pain Wrestling School da ECCW em 29 de maio de 2006. No show de graduação, O'Reilly fez o pin em seu treinador Aaron Idol. Ele continuou a aparecer na ECCW durante o restante de 2006 e início de 2007. Em março de 2007, O'Reilly começou uma rivalidade com Sid Sylum, perdendo para ele em uma luta "European Rounds" em 2 de março, antes de fazer time com Veronika Vice para derrotar Sylum e Nikki Matthews em uma mixed tag team match na noite seguinte. On March 30, O'Reilly defeated Sylum in an "I Quit" match to end the feud.
Em junho de 2007, O'Reilly entrou no torneio Pacific Cup, onde ele enfrentou Tony Kozina e Scotty Mac na final e foi vitorioso. Em 21 de julho, O'Reilly derrotou Ice para vencer o NWA Canadian Junior Heavyweight Championship. Ele perdeu o título de volta para Ice apenas seis dias depois. No mês seguinte, em 18 de agosto, O'Reilly mais uma vez derrotou Ice para vencer o NWA Canadian Junior Heavyweight Championship pela segunda vez, mas o perdeu novamente para Ice again no mesmo dia. Em uma revanche em 24 de agosto, ta luta acabou com um pin duplo, o que fez com que o título ficasse vago. Como resultado, O'Reilly e Ice competiram em uma melhor de cinco para determinar o novo campeão. O'Reilly derrotou Ice na primeira luta das séries em 16 de novembro, mas Ice venceu a segunda para empatar tudo. O'Reilly venceu a terceira luta, mas Ice venceu a quarta, que foi uma street fight. Na luta decisiva em 28 de dezembro, O'Reilly derrotou Ice em uma Last Man Standing match para vencer o título pela terceira vez.
Em 2008, O'Reilly tentou conquistar o Pacific Cup pelo segundo ano consecutivo, mas não teve sucesso. Ele derrotou Halo e Azeem para avançar no torneio, mas em uma three-way elimination match contra Billy Suede e El Phantasmo foi o primeiro a ser eliminado. Em abril de 2009, O'Reilly e outros 19 lutadores fizeram parte da maratona de show da ECCW, Wrestling With Hunger, onde ele lutou quase 40 lutas em 72 horas para arrecadar dinheiro para um banco local de alimentos.
Em 19 de março de 2010, O'Reilly competiu em uma three-way match pelo NWA Canadian Heavyweight Championship contra o campeão Billy Suede and Sylum. Em abril, O'Reilly derrotou Rick Sterling em uma luta Title vs. Title. Ele entrou no torneio Pacific Cup novamente em 6 de junho, derrotando Azeem e Suede para avançar no torneio, mas foi derrotado por Artemis Spencer. No To Hell and Back em 25 de junho, O'Reilly lutou duas vezes em uma noite, derrotando Ice antes de perder para Sylum em uma luta pelo NWA Canadian Heavyweight Championship. Na noite seguinte, O'Reilly fez time com El Phantasmo para enfrentar Pop Culture em uma two out of three falls match, que Pop Culture venceu, ficando em dois a um para ele. Em 10 de julho, O'Reilly foi derrotado por Tony Baroni. O'Reilly retornou a ECCW para competir nos torneios do Pacific Cup em 2011 e 2014.
O'Reilly retornou para a ECCW em 14 de janeiro de 2017 para o Ballroom Brawl 7 onde ele derrotou El Phantasmo pelo ECCW Championship. Ele deixou o título vago imediatamente após vencer para garantir que a ECCW tivesse campeão combatente pois estava resolvendo seu futuro.

### Circuito Independente (2008–2017)

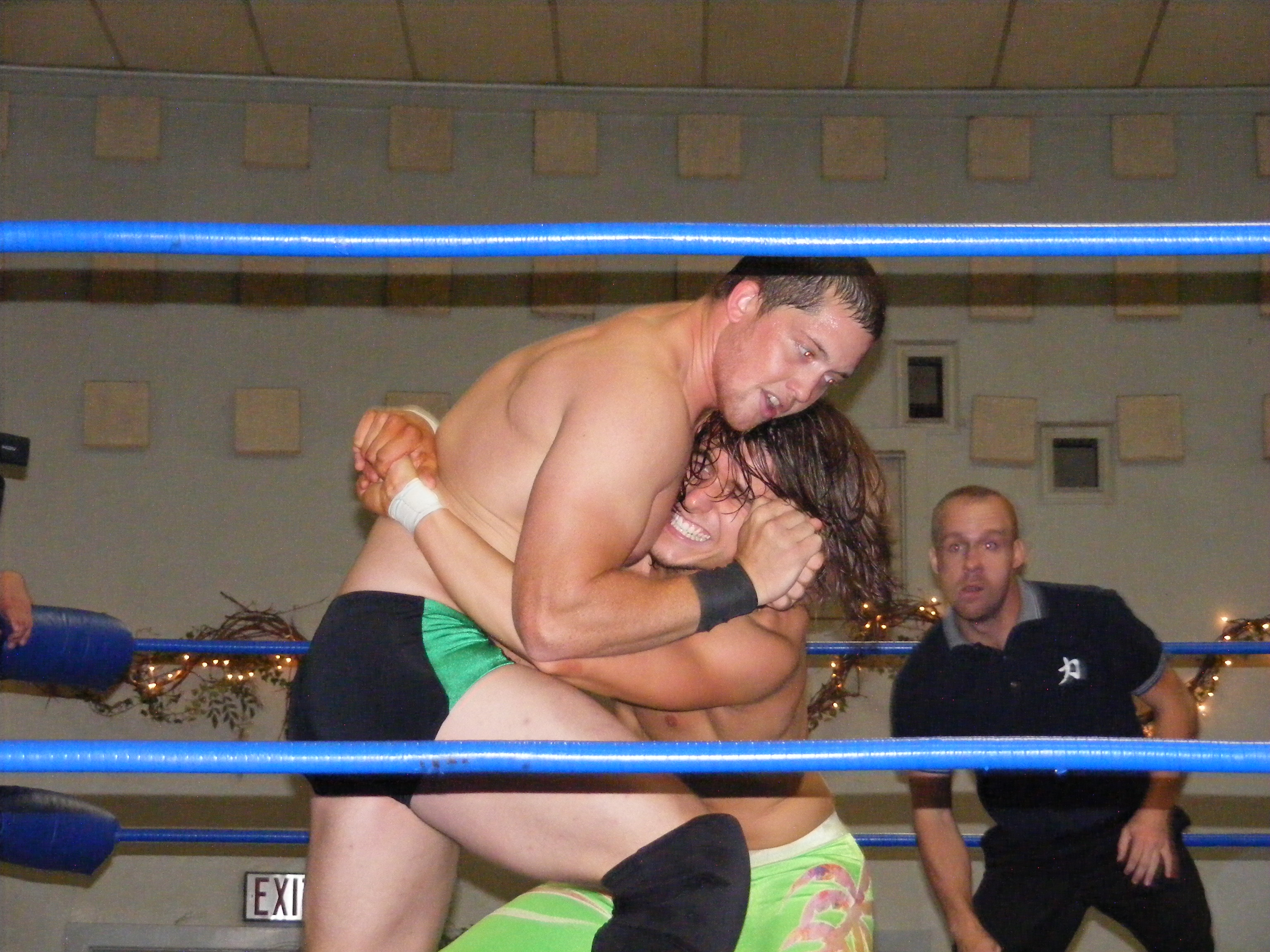
O'Reilly (esquerda) lutando com Adam Cole no torneio Young Lions Cup da Chikara em 2010

O'Reilly fez a sua estreia na Full Impact Pro (FIP) no show In Full Force em 30 de maio de 2008, onde foi derrotado por Damien Wayne. Ele apareceu novamente para a FIP na noite seguinte no Southern Justice 2008 lutando contra Johnny DeBall. A luta acabou em no contest quando Davey Richards atacou ambos os competidores. Ele retornou para a FIP em novembro de 2009, aparecendo no Jeff Peterson Memorial Cup, Night 1 onde ele fez time com Tony Kozina em uma Tag Team Rumble que foi vencida por Bumz R' Us.
Em 16 de janeiro de 2010, O'Reilly apareceu no show inaugural da Evolve, onde ele derrotou Bobby Fish. No Evolve 2: Hero vs. Hidaka, O'Reilly derrotou Hallowicked, que substituiu o lesionado TJP. O'Reilly sufreu sua primeira derrota na promoção no Evolve 3: Rise or Fall, quando ele foi derrotado por TJP. Ele perdeu sua segunda luta para Ricochet no Evolve 5: Danielson vs. Sawa, ficando com um recorde de duas vitórias e duas derrotas.
O'Reilly apareceu nas gravações do pay-per-view da Dragon Gate USA (DGUSA) Open the Freedom Gate em 28 de novembro de 2009 no pré-show, onde ele derrotou Adam Cole. No pay-per-view DGUSA Fearless, O'Reilly venceu uma six-way match no pré-show, antes de acompanhar Richards ao ringue para sua luta. Em 26 de setembro de 2010, O'Reilly participou de um six pack challenge, o qual foi vencido por Brodie Lee no DGUSA em Milwaukee.
Em 28 de agosto de 2010, O'Reilly competiu no torneio da Chikara, Young Lions Cup, mas foi derrotado por Adam Cole nas quartas de finais.
Em 26 de maio de 2017 no WCPW Pro Wrestling World Cup - Canadian Qualifying Round, O'Reilly derrotou Tyson Dux na primeira rodada do Canada Leg. O'Reilly foi derrotado por Mike Bailey na semifinal.

### Ring of Honor (2009–2017)

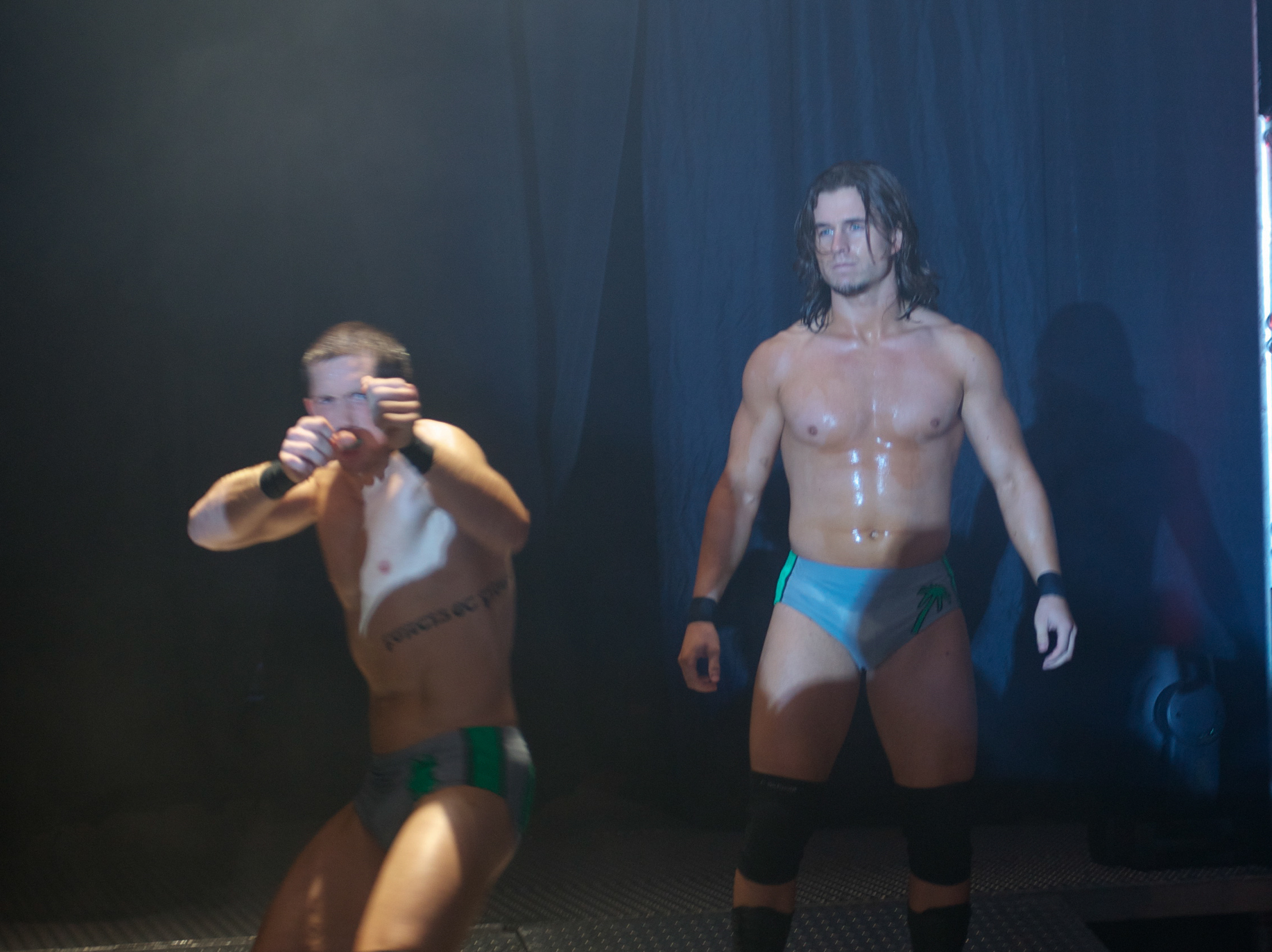
Future Shock: O'Reilly (esquerda) e Adam Cole (direita) em um show da Ring of Honor em agosto de 2011

O'Reilly fez a sua estreia na Ring of Honor (ROH) em 2009. Em 13 de novembro de 2009, Tony Kozina derrotou O'Reilly. Em 21 de dezembro de 2009 no episódio do Ring of Honor Wrestling, gravado em 5 de novembro, O'Reilly foi derrotado por Chris Hero. Nas gravações de 5 de fevereiro de 2010 do Ring of Honor Wrestling, O'Reilly derrotou Tony Kozina. Em 23 de abril de 2010, em Dayton, Ohio, O'Reilly derrotou Sampson. Em 10 de setembro de 2010, O'Reilly foi derrotado pelo ex-Campeão Mundial da ROH Austin Aries. Três dias depois, ROH anunciou que eles haviam assinado um contrato com O'Reilly.
O'Reilly então começou a se aliar ao recém-chegado na ROH Adam Cole, formando uma tag team com o mesmo. Em 2 de outubro nas gravações do Ring of Honor Wrestling eles derrotaram Grizzly Redwood e Mike Sydal. Eles foram derrotados por Steve Corino e Kevin Steen em 15 de outubro, e pela All Night Express de Kenny King e Rhett Titus no show de 16 de outubro. Eles derrotaram os Bravado Brothers (Lance e Harlem) em 8 de novembro no episódio do Ring of Honor Wrestling. Em 12 de novembro, O'Reilly participou da edição de 2010 do torneio Survival of the Fittest, mas foi eliminado por Kevin Steen na primeira rodada. Na noite seguinte em Toronto, O'Reilly e Cole derrotaram os Bravado Brothers. O'Reilly fez a sua estreia em um pay-per-view da ROH em 18 de dezembro no Final Battle 2010, onde ele e Cole foram derrotados pela All Night Express (Rhett Titus e Kenny King). Em 1 e 2 de abril no Chapter One and Two do Honor Takes Center Stage, O'Reilly e Cole enfrentaram The Briscoe Brothers (Jay e Mark) e The Kings of Wrestling (Chris Hero e Claudio Castagnoli) sendo derrotado em ambas as lutas, apesar de fazerem ótimas performances. Em 8 de julho, O'Reilly e Cole derrotaram os Bravado Brothers para ganharem uma futura oportunidade pelo Campeonato Mundial de Duplas da ROH. Em 25 de julho, a ROH anunciou que O'Reilly havia renovado com a promoção. Nas gravações de 13 de agosto do Ring of Honor Wrestling, a tag team de O'Reilly e Cole recebeu o nome de Future Shock.

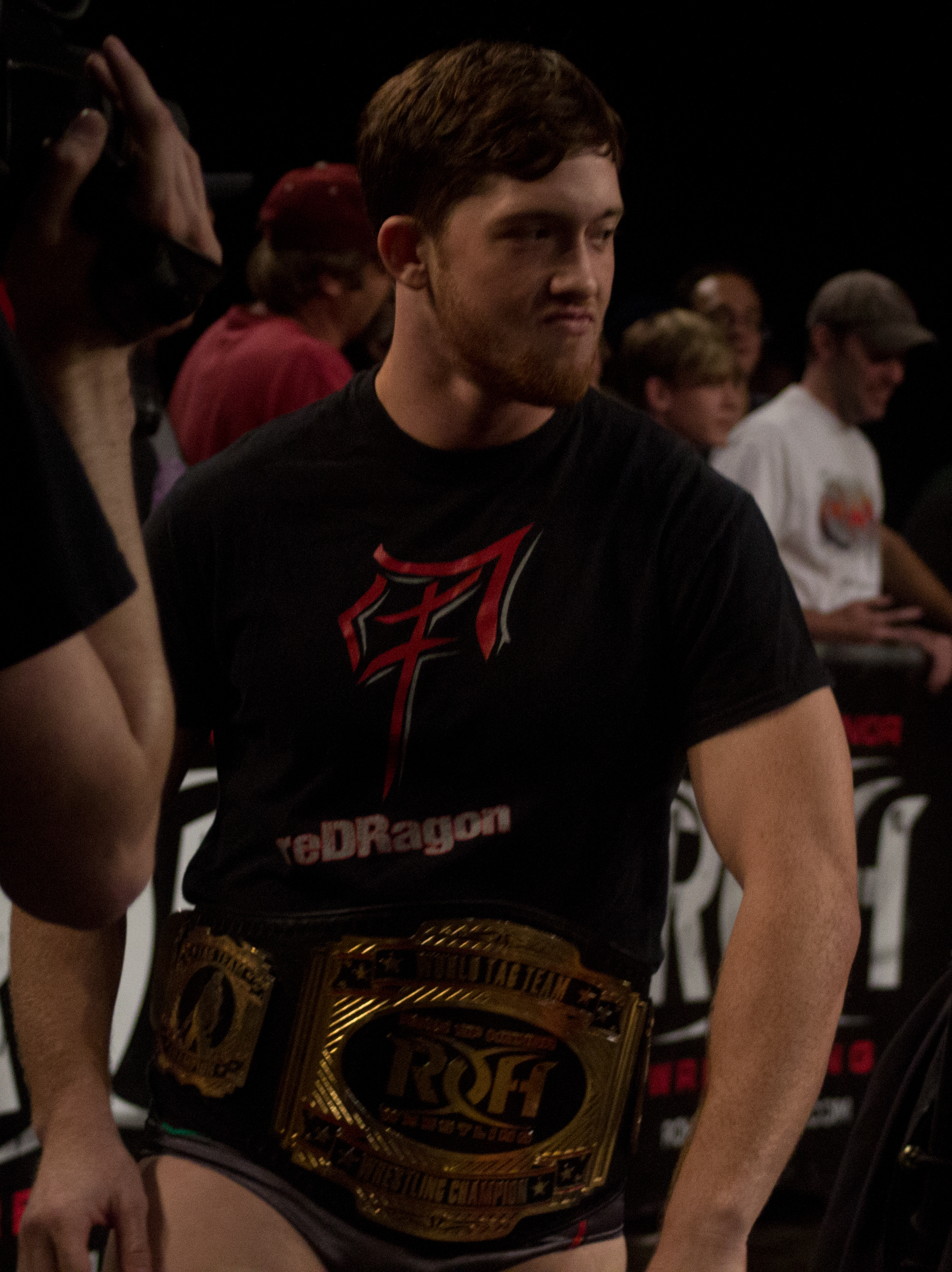
O'Reilly como Campeão Mundial de Duplas da ROH em setembro de 2013

Em 7 de janeiro de 2012, nas gravações do Ring of Honor Wrestling, o Future Shock foi desfeito e O'Reilly formou uma nova tag team com o nome de Team Ambition com Davey Richards, indo contra Adam Cole e Eddie Edwards. Fora da ROH, a equipe também veio a incluir Tony Kozina. Em 4 de março no 10th Anniversary Show da ROH, o Team Ambition foi derrotado no evento principal em uma luta tag team contra Cole e Edwards. Em 31 de março no Showdown in the Sun, O'Reilly enfrentou Cole e o derrotou. Em 24 de junho no Best in the World 2012: Hostage Crisis, O'Reilly foi derrotado por Cole em uma luta "Hybrid Rules". Depois, O'Reilly atacou Cole após ele tentar se reconciliar com seu ex-parceiro e mais tarde anunciou que ele agora estava indo atrás de Richards, se tornando oficialmente um heel.
Em 16 de dezembro no Final Battle 2012: Doomsday, O'Reilly e Bobby Fish (conhecidos como reDRagon) enfrentaram o reformado American Wolves (Davey Richards e Eddie Edwards) e foram derrotados. No iPPV seguinte, 11th Anniversary Show da ROH em 2 de março de 2013, O'Reilly e Fish derrotaram os Briscoe Brothers para conquistaram o Campeonato Mundial de Duplas da ROH. No mesmo mês, eles defenderam com sucesso o título contra Alabama Attitude (Corey Hollis e Mike Posey), antes de reterem o título no Best in the World 2013 em junho numa three-way match contra C & C Wrestle Factory (Caprice Coleman e Cedric Alexander) e S.C.U.M. (Cliff Compton e Rhett Titus). Eles perderam o título para os Forever Hooligans (Alex Koslov e Rocky Romero) 27 de julho, mas reconquistaram após derrotarem os American Wolves em 17 de agosto. Nos meses seguintes, reDRagon defendeu com sucesso o título contra times incluindo C & C Wrestle Factory, os Forever Hooligans e Jay Lethal e Michael Elgin. Eles defenderam com sucesso o título contra Outlaw, Inc. (Homicide e Eddie Kingston) no Final Battle 2013 em dezembro e Adrenaline Rush (ACH e TaDarius Thomas) no ROH 12th Anniversary Show em fevereiro de 2014. Em 8 de março de 2014, reDRagon perdeu o título para The Young Bucks. ReDRagon reconquistou o título de duplas dos Young Bucks em 17 de maio, no pay-per-view co-promovido pela ROH e New Japan Pro Wrestling (NJPW) War of the Worlds. Eles defenderam com sucesso o título contra The Briscoe Brothers em 7 de junho e contra Christopher Daniels e Frankie Kazarian no primeiro pay-per-view ao vivo da ROH Best in the World 2014 em 22 de junho. Em 23 de novembro, reDRagon derrotou ACH e Matt Sydal, The Addiction (Daniels e Kazarian) e The Briscoes para reter o Campeonato Mundial de Duplas da ROH e vencer o torneio Tag Wars. Eles deram sequência á suas vitórias com defesa de títulos bem sucedidas contra os Time Splitters (Alex Shelley e Kushida) no Final Battle 2014, The Young Bucks em março de 2015 no ROH 13th Anniversary Show e The Kingdom (Michael Bennett e Matt Taven) no Supercard of Honor IX. O'Reilly e Fish perderam o título de duplas para o The Addiction nas gravações do Ring of Honor Wrestling em 4 de abril. Em 18 de setembro de 2015, no All Star Extravaganza VII, O'Reilly recebeu uma oportunidade pelo Campeonato Mundial da ROH, mas foi derrotado quando Adam Cole se virou contra ele.
Em 19 de agosto de 2016, no Death Before Dishonor XIV, O'Reilly fez o seu retorno e surpreendentemente interrompeu a comemoração de vitória de Cole como duas vezes Campeão Mundial da ROH quando o atacou, para retomarem sua rivalidade. Em 2 de dezembro no Final Battle, O'Reilly derrotou Cole para conquistar o Campeonato Mundial da ROH pela primeira vez. Em 31 de dezembro, o contrato de O'Reilly com a ROH expirou. Ele dizia que estava revisando suas opções futuras e trabalhando com a ROH em um acordo por data até que ele tomasse uma decisão. Em 4 de janeiro de 2017, O'Reilly perdeu o Campeonato Mundial da ROH de volta para Cole no evento da NJPW, Wrestle Kingdom 11 in Tokyo Dome. Em 11 de janeiro de 2017, O'Reilly foi removido do plantel da página da ROH e retirado de todos os eventos seguintes da ROH, indicando que seu contrato com a Ring of Honor havia expirado, terminando sua passagem de 8 anos na companhia.

### Pro Wrestling Guerrilla (2011–2017)
Em 22 de outubro de 2011, O'Reilly estreou na Pro Wrestling Guerrilla juntamente com seu parceiro de tag team regular Adam Cole como Future Shock. Eles desafiaram sem sucesso The Young Bucks (Matt e Nick Jackson) pelo Campeonato Mundial de Duplas da PWG. No Fear em 10 de dezembro, o Future Shock foi derrotado pelo RockNES Monsters (Johnny Goodtime e Johnny Yuma). Em 21 de abril de 2012, o Future Shock entrou no torneio anual Dynamite Duumvirate Tag Team Title Tournament (DDT4), onde ele chegaram até a semifinal, antes de serem derrotados pelos eventuais vencedores do torneio, the Super Smash Bros. (Player Uno e Stupefied). Em 21 de julho no evento de nono aniversário da PWG, o Future Shock sem sucesso desafiou Super Smash Bros. pelo Campeonato Mundial de Duplas da PWG em uma three-way ladder match, que também incluiu The Young Bucks. Em 12 de janeiro de 2013, o Future Shock entrou no torneio Dynamite Duumvirate Tag Team Title Tournament 2013. Depois de derrotar os DojoBros (Eddie Edwards e Roderick Strong) na primeira rodada, o time foi eliminado do torneio nas semifinais para El Generico e Kevin Steen.
Em 30 de agosto, O'Reilly entrou no Battle of Los Angeles de 2013, derrotando Trent? na primeira rodada. No dia seguinte, O'Reilly derrotou primeiramente ACH na segunda rodada, Drake Younger na semifinal e finalmente Michael Elgin na final para vencer o Battle of Los Angeles de 2013 e se tornar o desafiante número um ao Campeonato Mundial da PWG, que estava com seu ex-parcerio de Future Shock Adam Cole. O'Reilly recebeu sua chance pelo título em 19 de outubro, mas foi derrotado por Cole, depois da interferência de Kevin Steen e dos Young Bucks. O'Reilly recebeu uma revanche pelo Campeonato Mundial da PWG em uma "Knockout or Submission Only" match em 23 de maio de 2014, e derrotou Cole para se tornar o novo campeão. Em agosto, O'Reilly chegou á semifinal do Battle of Los Angeles de 2014, mas foi forçado á sair da luta depois de uma lesão na história causada por Roderick Strong. Em 12 de dezembro, O'Reilly defendeu com sucesso o Campeonato Mundial da PWG contra o vencedor do Battle of Los Angeles de 2014 Ricochet, sendo derrotado por Strong em uma Guerrilla Warfare match não anunciada, perdendo seu título.
Em 4 de março de 2016, O’Reilly derrotou Marty Scurll e na noite seguinte reDRagon perdeu para The Young Bucks falhando em capturar o título de duplas. Em 29 de julho, O’Reilly recebeu uma chance pelo título da PWG contra Zack Sabre Jr. mas foi derrotado. Em 2 de setembro, reDRagon e Dalton Castle uma luta six-man tag para o Mount Rushmore 2.0 (Adam Cole, Matt Jackson e Nick Jackson). Em 3 de setembro, O’Reilly derrotou Matthew Riddle na primeira rodada de um torneio mas foi derrotado nas quartas de finais para Mark Haskins. Em 16 de dezembro, reDRagon derrotou Death By Elbow (Chris Hero e JT Dunn). Em 21 de abril de 2017, O'Reilly foi derrotado por Michael Elgin. Depois em 19 de maio, reDRagon foi derrotado por The Chosen Bros (Jeff Cobb e Matthew Riddle).

### New Japan Pro Wrestling (2014–2017)

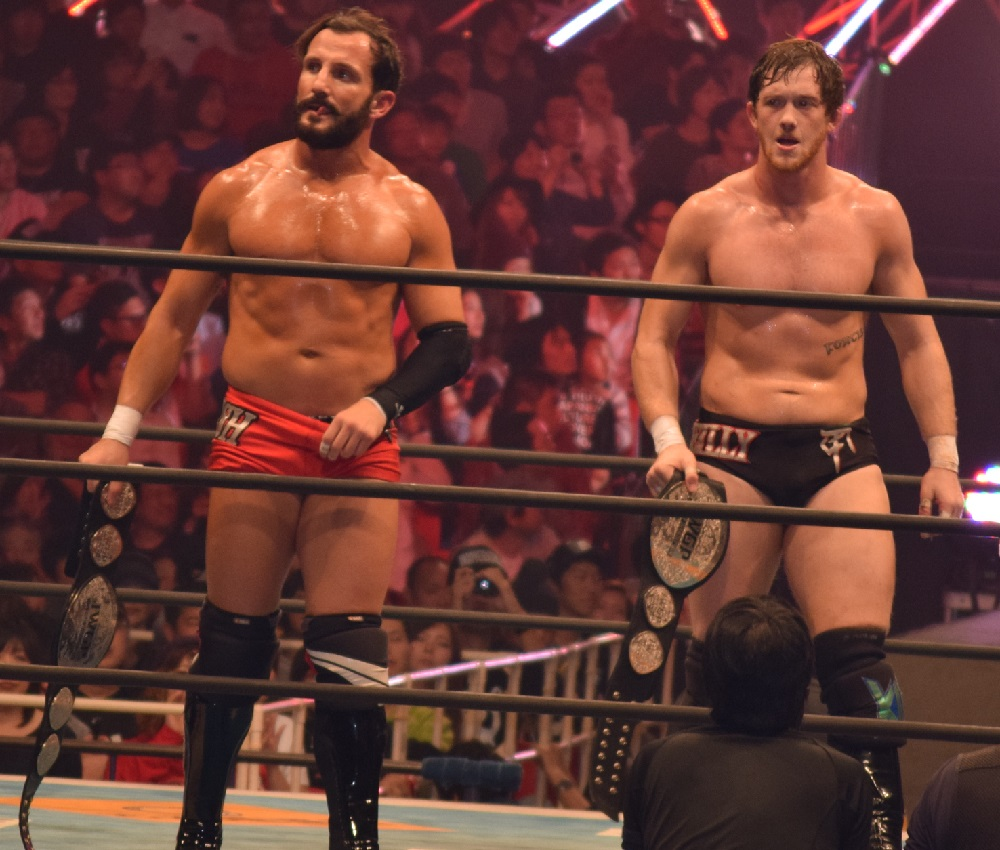
reDRagon como IWGP Junior Heavyweight Tag Team Champions em novembro de 2015

Devido a relação da ROH com a NJPW, reDRagon fez uma aparição pela empresa japonesa em 10 de agosto de 2014, desafiando sem sucesso os Time Splitters (Alex Shelley e Kushida) pelo IWGP Junior Heavyweight Tag Team Championship. reDRagon retornou para a NJPW em 25 de outubro para participar do 2014 Super Jr. Tag Tournament. Em 3 de novembro, reDRagon derrotou The Young Bucks na final para vencer o torneio. Cinco dias depois no Power Struggle, reDRagon derrotou os Time Splitters em uma revanche para se tornarem IWGP Junior Heavyweight Tag Team Champions. Eles fizeram a sua primeira defesa bem sucedida de título em 4 de janeiro de 2015, no Wrestle Kingdom 9 in Tokyo Dome, em uma four-way match contra Forever Hooligans, Time Splitters e The Young Bucks. Em 11 de fevereiro no The New Beginning in Osaka, reDRagon perdeu o título para The Young Bucks em uma three-way match, também envolvendo os Time Splitters. reDRagon retornou para a NJPW em 3 de maio no Wrestling Dontaku 2015, e lutaram pelo IWGP Junior Heavyweight Tag Team Championship em uma three-way match contra Roppongi Vice (Beretta e Rocky Romero) e The Young Bucks onde não conquistaram o título. Mais tarde naquele mês, O'Reilly entrou no Best of the Super Juniors de 2015. Terminando com o palcar de seis vitórias e uma derrota, ele venceu seu bloco que avançou para a final do torneio. Em 7 de junho, O'Reilly foi derrotado na final do torneio para Kushida. Depois do torneio, reDRagon recebeu uma revanche pelo IWGP Junior Heavyweight Tag Team Championship em uma three-way match, também envolvendo Roppongi Vice, mas foram novamente derrotado pelo The Young Bucks em 5 de julho no Dominion 7.5 in Osaka-jo Hall. Em 16 de agosto, reDRagon derrotou The Young Bucks para conquistar o IWGP Junior Heavyweight Tag Team Championship pela segunda vez. Eles perderam o título de volta para The Young Bucks em uma four-way match que também incluiu Roppongi Vice e Matt Sydal e Ricochet em 4 de janeiro de 2016, no Wrestle Kingdom 10 in Tokyo Dome. Em 10 de outubro no King of Pro-Wrestling, O'Reilly recebeu sua primeira oportunidade por um título individual na NJPW, quando ele sem sucesso desafiou Katsuyori Shibata pelo NEVER Openweight Championship.

### Evolve (2017)
Em 22 de abril, O'Reilly estreou pela Evolve onde ele derrotou Keith Lee, e depois Fred Yehi em 23 de abril, sendo derrotado por Matt Riddle em uma luta que valia o título WWNLive. Em 21 de maio, O'Reilly foi derrotado por Tracy Williams.

### WWE

#### NXT (2017–2021)
O'Reilly fez a sua estreia no NXT em 12 de julho de 2017, durantes as gravações do NXT, que foi ao ar em 2 de agosto, sendo derrotado por Aleister Black.
No NXT TakeOver: Brooklyn III, O'Reilly juntamente com Bobby Fish atacou a Sanity depois deles conquistarem o Campeonato de Duplas do NXT contra The Authors of Pain. Eles depois atacaram o Campeão do NXT Drew McIntyre mais tarde naquele noite, juntamente com Adam Cole, se tornando heel no processo. No mês seguinte, o trio de O'Reilly, Cole e Fish foi oficialmente nomeado como "The Undisputed Era". Em 20 de setembro no episódio do NXT, O'Reilly e Fish derrotaram Tyler Bate e Trent Seven depois da interferência de Adam Cole. Em 27 de setembro no episódio do NXT, O'Reilly e Fish ficaram ao lado de fora do ringue quando Cole derrotou Eric Young. Em 4 de outubro no episódio do NXT,  depois da luta de Roderick Strong com Drew McIntyre, The Undisputed Era apareceu e ofereceu apoio a Strong. Em 11 de outubro no episódio do NXT, The Undisputed Era apareceu na rampa de entrada junto com a competidora do Mae Young Classic Taynara Conti. Com o encorajamento de Adam Cole, Bobby Fish e Kyle O'Reilly, a judoca faixa-preta distraiu Cross e a impediu de conseguir fazer o pin, garantindo que a membro da SAnitY não avançasse para a NXT Women’s Title Fatal 4-Way Match no NXT TakeOver: WarGames. Em 18 de outubro no episódio do NXT, The Undisputed Era lutou contra Sanity e a luta acabou sem resultado. Em 25 de outubro no episódio do NXT, The Undisputed Era deu á Roderick Strong uma braçadeira da Undisputed Era, com Cole dizendo á Strong que ele “não era um perdedor” e o oferecendo uma posição no grupo. Em 1 de novembro no episódio do NXT, The Undisputed Era atacou ambos SAnitY e The Authors of Pain durante seu combate e foi anunciado que The Undisputed Era seria envolvida na luta WarGames no NXT Takeover: WarGames. Em 8 de novembro no episódio do NXT, O'Reilly e Fish interromperam a luta entre Roderick Strong e Adam Cole, fazendo com que houvesse uma grande briga entre os times da WarGames.
No NXT TakeOver: WarGames, The Undisputed Era derrotou SAnitY e o time de Roderick Strong e The Authors Of Pain para vencer a primeira luta WarGames em 17 anos. Em 20 de dezembro no episódio do NXT, O'Reilly e Fish derrotaram SAnitY para conquistar o Campeonato de Duplas do NXT.

## Vida pessoal
Greenwood tem diabetes tipo 1. Ele cita Bret Hart, Toshiaki Kawada, Royce Gracie e Muhammad Ali como suas inspirações. Enquanto crescia, Greenwood participou de diversos esportes, incluindo wrestling amador, Hóquei no gelo, Futebol americano, lacrosse, kickboxing, Jiu-jitsu e snowboard, e jogou brevemente rugby na Europa. Ele continua sendo parte de um clube de rugby. Enquanto treinava para se tornar um lutador profissional, ele trabalhou como cozinheiro em um restaurante. Greenwood morou uma vez com Davey Richards e Tony Kozina e é torcedor do Glasgow Celtic.

## No wrestling

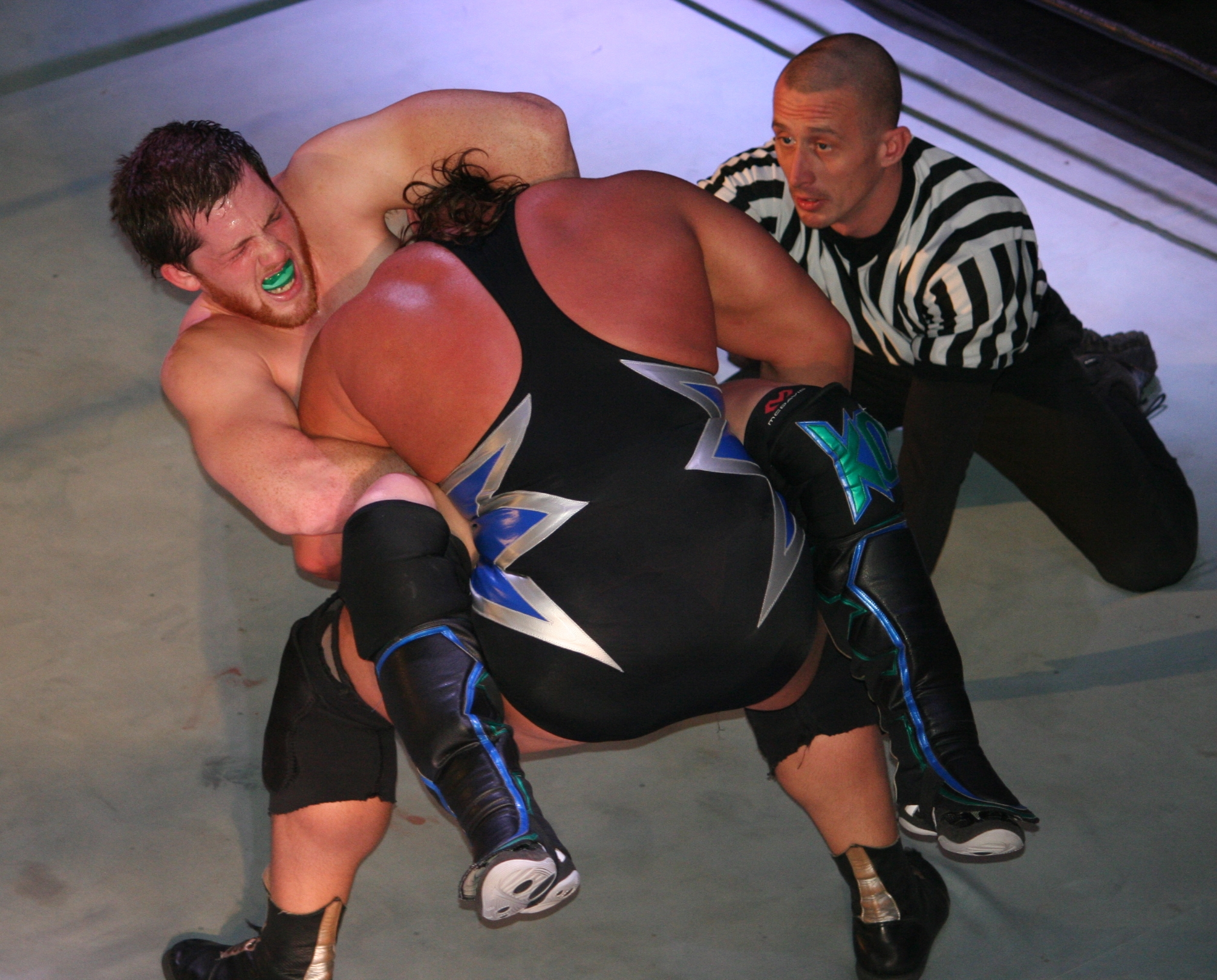
O'Reilly aplicando um guillotine choke em Michael Elgin

- Movimentos de finalização
  - Ankle lock[4]
  - ARMageddon[115] (Cross armbreaker, às vezes enquanto prende a perna do oponente)[116][117][118]
  - Brainbuster[2]
  - Guillotine choke[119][120]
  - Triangle choke[90][121]
- Movimentos secundários
  - Ax and Smash (Scissors stomp na cabeça de um oponente ajoelhado ou curvado seguido por um elbow smash)[115][120]
  - Bridging leg hook belly-to-back suplex[122][123]
  - Nigel (Pendulum lariat)[124][125] – adotado de Nigel McGuinness
  - Front missile dropkick da quina do ringue para fora do ringue[115][126]
  - Triple rolling double underhook suplex
- Alcunhas
  - "The Martial Artist"[127]
- Temas de entrada
  - "I'm Shipping Up to Boston" por Dropkick Murphys[2]
  - "Dance Away" por Damn Valentines
  - "Prelude" por Kavinsky
  - "Lightning and Thunder" por Extreme Music (NXT)[carece de fontes?]
  - "Undisputed" por CFO$ (NXT; usado enquanto parte da The Undisputed Era)

## Títulos e prêmios
- High Risk Wrestling

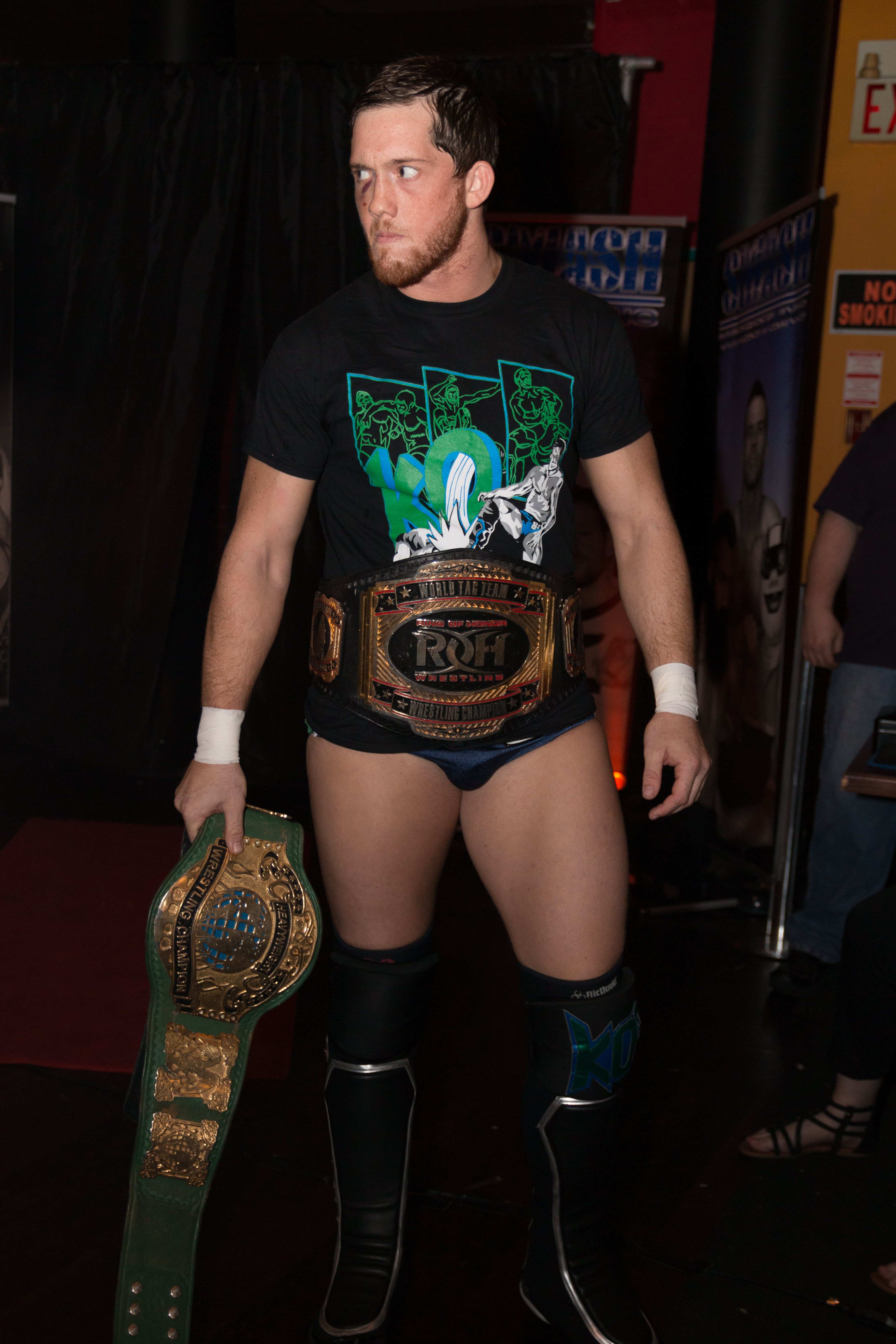
O'Reilly, com o título do Campeonato Mundial de Duplas da ROH e carregando o título de Campeonato Mundial da PWG, em um show independente em junho de 2014

  - HRW Tag Team Championship (1 vez) – com Bobby Fish[128][129]
- New Japan Pro Wrestling
  - IWGP Junior Heavyweight Tag Team Championship (2 vezes) – com Bobby Fish[98][107]
  - Super Jr. Tag Tournament (2014) – com Bobby Fish[97]
- NWA: Extreme Canadian Championship Wrestling / Elite Canadian Championship Wrestling
  - ECCW Championship (1 vez)
  - NWA Canadian Junior Heavyweight Championship (3 vezes)[5]
  - Pacific Cup (2007)[5]
- Pro Wrestling Guerrilla
  - PWG World Championship (1 vez)[92]
  - Battle of Los Angeles (2013)[90]
- Pro Wrestling Illustrated
  - PWI o colocou na 32ª dos 500 melhores lutadores individuais na PWI 500 em 2016[130]
- Pro Wrestling Prestige
  - PWP Tag Team Championship (1 vez) – com Davey Richards
- Ring of Honor
  - ROH World Championship (1 vez)[79]
  - ROH World Tag Team Championship (3 vezes) – com Bobby Fish[59][69]
  - ROH World Tag Team Championship #1 Contender Lottery Tournament (2011) – com Adam Cole[131]
  - Tag Wars Tournament (2014) – com Bobby Fish[72]
- SoCal Uncensored
  - Match of the Year (2012) com Adam Cole vs. Super Smash Bros. (Player Uno e Stupefied) e The Young Bucks em 21 de julho[132]
- St. Louis Anarchy
  - Medallion Tournament (2012)
- WWE NXT
  - Campeonato de Duplas do NXT (3 vezes) – com Bobby Fish, Adam Cole e Roderick Strong (1)1, Roderick Strong (1), Bobby Fish (1)[133]
  - Dusty Rhodes Tag Team Classic (2018) – with Adam Cole[134]
  - NXT Year-End Award (4 vezes)
    - Dupla do Ano (2018) – com Roderick Strong
    - Dupla do Ano (2019) – com Bobby Fish
    - Dupla do Ano (2020)  – com The Undisputed Era (Bobby Fish, Adam Cole e Roderick Strong)
    - Luta do Ano (2020) vs. Finn Bálor no NXT TakeOver: 31

  - Bumpy Award (1 vez)
    - Rivalidade do Semestre (2021) – vs. Adam Cole[135]

1 ↑  Fish e O'Reilly originalmente ganharam o título como uma dupla, mas Cole e Strong também foram reconhecidos como campeões pela Regra Freebird depois que Fish sofreu uma lesão.